# Médaille pour la libération d'Agdam
La médaille pour la libération d'Agdam (en azéri : Ağdamın azad olunmasına görə medalı) est une distinction honorifique de la République d'Azerbaïdjan. La médaille a été créée pour commémorer la libération de la région d'Agdam le 20 novembre 2020 après la seconde guerre du Haut-Karabagh. 

## Histoire
Le 11 novembre 2020, le président Ilham Aliyev, lors d'une réunion avec des militaires azerbaïdjanais blessés qui ont pris part à la deuxième guerre du Haut-Karabakh, déclare que de nouveaux ordres et médailles seraient établis en Azerbaïdjan et qu'il avait donné des instructions appropriées pour récompenser des civils et des militaires qui ont fait preuve « d'héroïsme sur le champ de bataille et à l'arrière et se sont distingués dans cette guerre ». Il propose également des noms pour ces ordres et médailles. 
Le 20 novembre, lors d'une session plénière de l'Assemblée nationale, un projet tendant à compléter la loi sur « l'établissement des ordres et des médailles de la République d'Azerbaïdjan » est soumis aux députés pour discussion. La médaille pour la libération d'Agdam est créée le même jour en première lecture et officialisée par la loi du 26 novembre.

## Statut
Selon le projet de loi, la décoration est située protocolairement au-dessous de la médaille pour la libération de Kelbadjar et au-dessus de la médaille pour la libération de Latchine.
Elle est décernée au personnel militaire des forces armées de la République d'Azerbaïdjan qui a participé aux opérations militaires pour la libération de la région d'Agdam le 20 novembre 2020 à la suite de la seconde guerre du Haut-Karabagh.